# Awadh

Regione di Awadh

Awadh (Hindi/Awadhi: अवध, in urdu اودھ‎?, Awadh), conosciuta in vari testi storici anglosassoni come Oudh, o Oude, è una regione al centro del moderno Stato indiano dell'Uttar Pradesh che prima dell'indipendenza era chiamato dall'amministrazione britannica Province unite di Agra e Oudh.

## Storia
La capitale tradizionale dello stato di Awadh fu Faizabad, ma successivamente la capitale venne spostata a Lucknow, che è attualmente la capitale dello stato Uttar Pradesh. L'Awadh geograficamente include i distretti di Ambedkar Nagar, Bahraich, Balrampur, Barabanki, Faizabad, Gonda, Hardoi, Lakhimpur Kheri, Lucknow, Pratapgarh, Raebareli, Shravasti, Sitapur, Sultanpur, e Unnao.
Anticamente la regione fu unita sotto il regno Indù di Kosala con Ayodhya come capitale. Fino al 1819 Awadh fu una provincia dell'Impero Moghul amministrata dai locali Nawwāb. Tra il XVIII e il XIX secolo chi governò questa regione assunse il titolo di Nawwāb di Awadh.

## Lingua
Nella regione si parla la lingua Awadhi, parlata specialmente dagli Awadhi, da parlanti Hindi e Urdu.